# Homoporus stipae
Homoporus stipae är en stekelart som först beskrevs av Erdös och Novicky 1953.  Homoporus stipae ingår i släktet Homoporus, och familjen puppglanssteklar. Arten är reproducerande i Sverige.